# Quercus coccifera
Quercus coccifera (дуб кермесовий)— вічнозелений вид роду дуб (Quercus) родини букові (Fagaceae). 

## Поширення
Країни поширення: Алжир [пн.]; Лівія [пн.]; Марокко; Туніс; Кіпр; Ізраїль; Йорданія; Ліван; Сирія; Туреччина; Албанія; Боснія і Герцеговина [зх.] .; Болгарія [пд.]; Хорватія; Греція [вкл. Крит]; Італія [вкл. Сардинія, Сицилія]; Македонія; Чорногорія; Франція; Португалія; Іспанія [вкл. Балеарські острови]; Гібралтар. Є байдужим до хімії ґрунтів, живе на вапняних, галькових, кам'янистих і бідних ґрунтах. Полюбляє рости на сухих, сонячних схилах. Він також росте на скелях і морських вітряних місцях, де інші види дубів або сосни не можуть протистояти суворим умовам.

## Морфологія
Як правило, чагарник 2 метра у висоту, рідко невелике дерево, що досягає 1-6 метрів. Вічнозелений, з колюче-зубчастим шкірястим листям 1,5-4 см завдовжки і 1-3 см шириною. Жолуді 2-3 см завдовжки і 1,5-2 см в діаметрі. Quercus coccifera тісно пов'язаний з Quercus calliprinos зі східної частини Середземномор'я і деякі ботаніки включають останній як підвид або різновид Q. coccifera. 

## Галерея

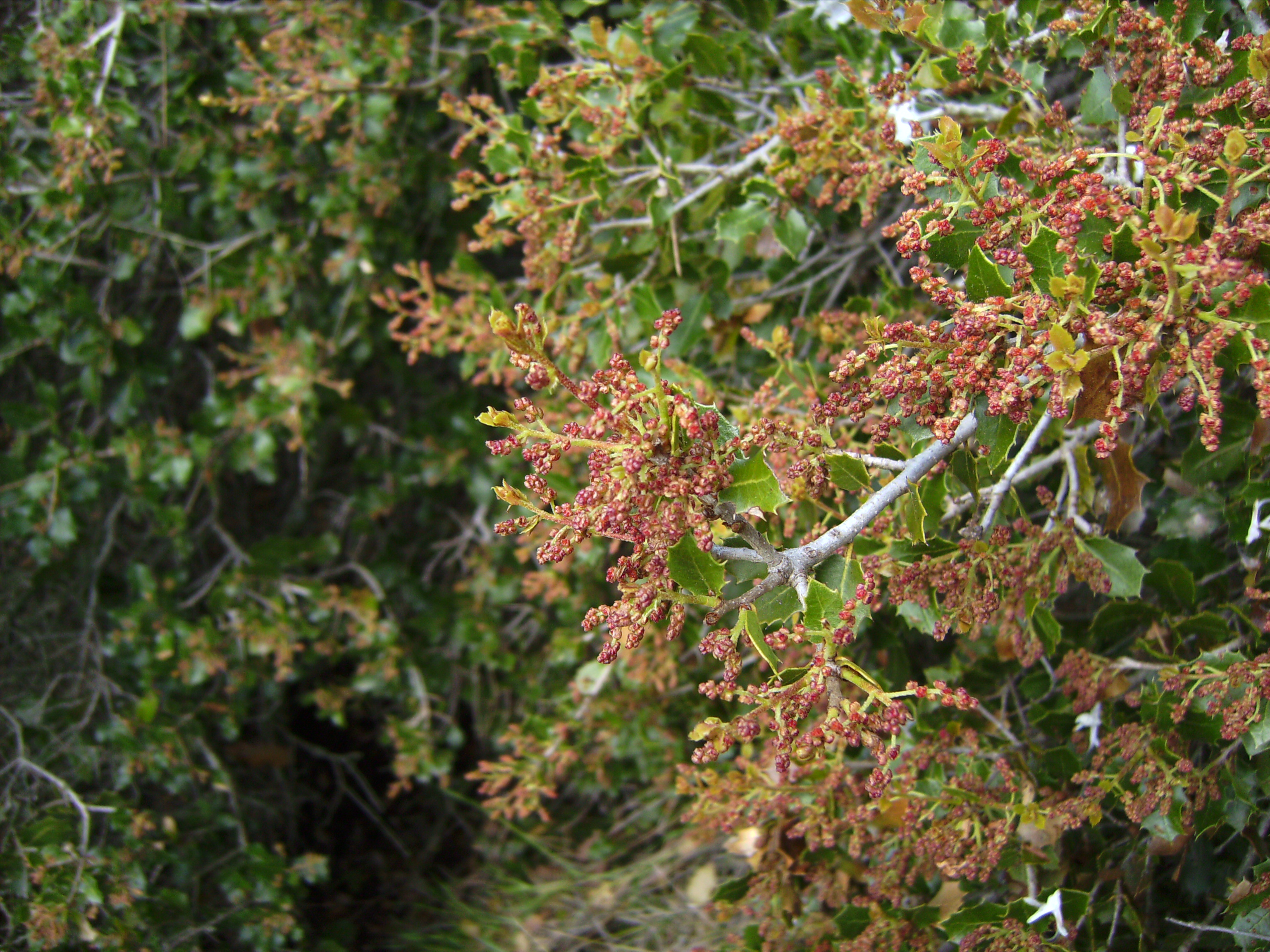
Квіти
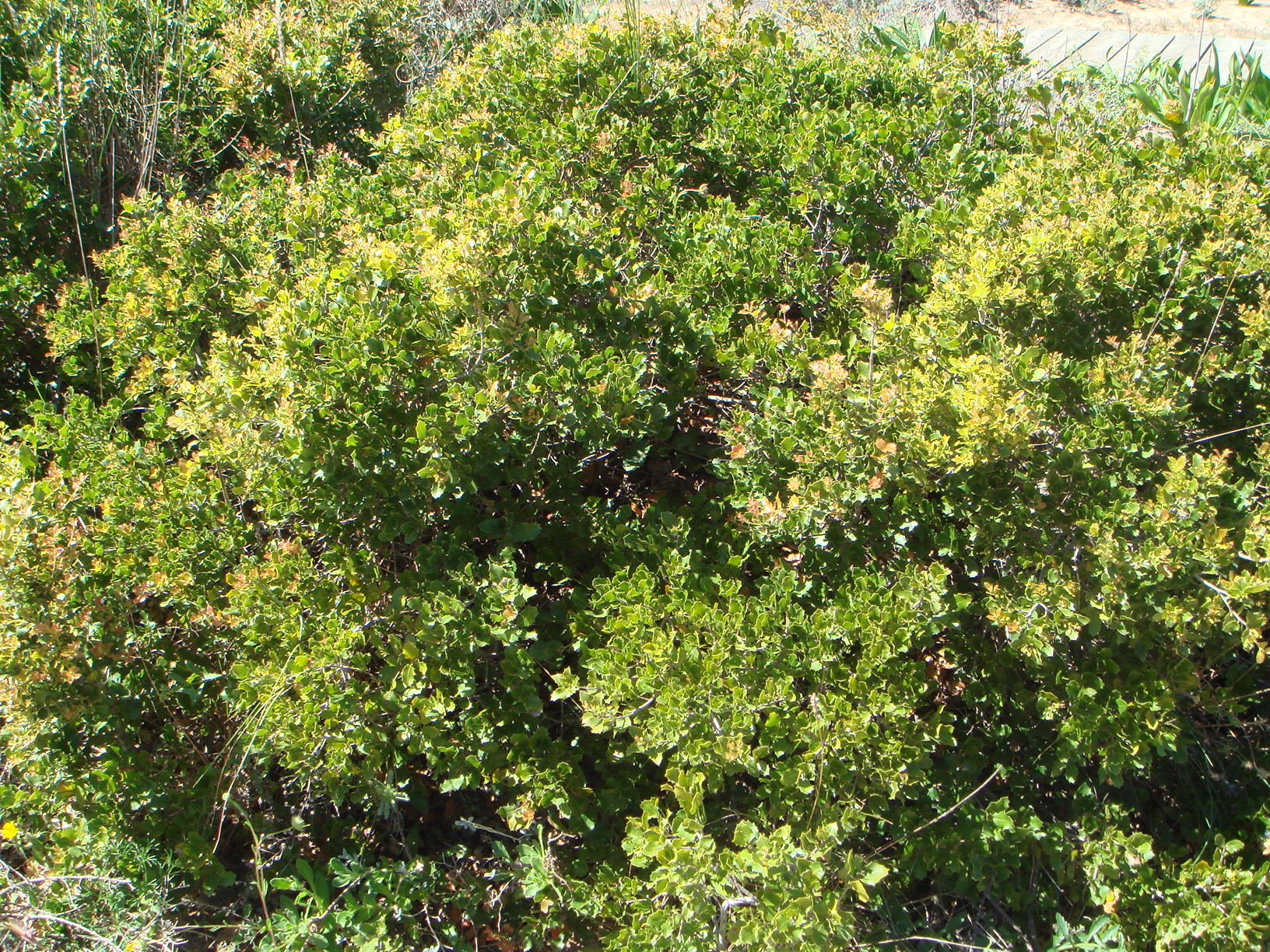
Кущ у прибережній зоні
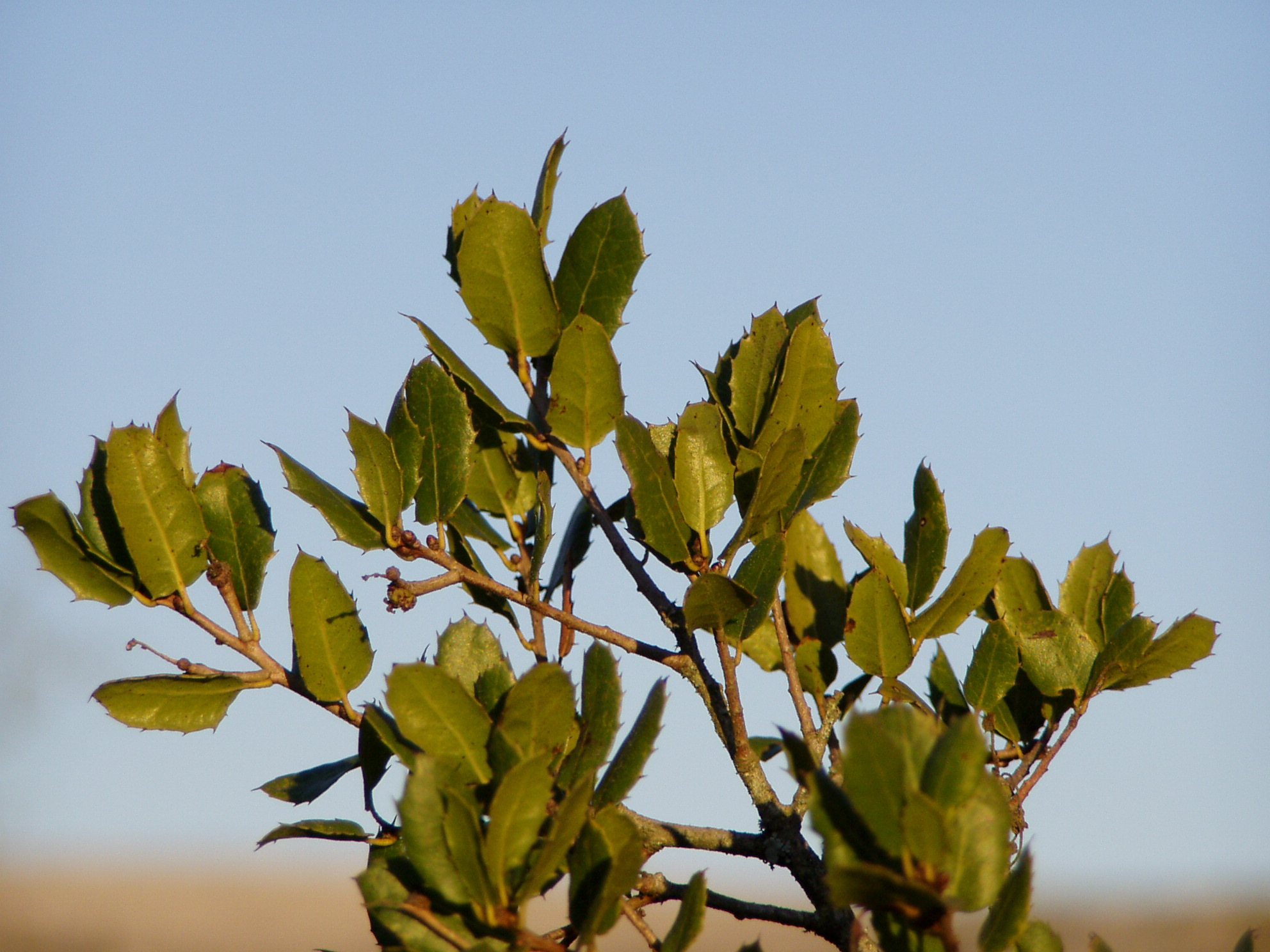
Листя